# Anno 1602
Anno 1602 ist das erste Computerspiel aus der Anno-Serie. Das Spiel entstand aus einem Gemeinschaftsprojekt des österreichischen Spieleentwicklers Max Design und der deutschen Sunflowers Interactive Entertainment Software GmbH. Es erschienen zwei Erweiterungen, die nur in Deutschland veröffentlicht wurden. Auf dem amerikanischen Markt erschien eine Version, die Hauptspiel und Erweiterungen enthielt und im deutschsprachigen Raum als Königs-Edition wiederveröffentlicht wurde.

## Spielprinzip
Der Spieler wird in das Jahr 1602 zurückgeführt, wo er die Aufgabe hat, eine bisher unerforschte Inselwelt zu entdecken und zu besiedeln. Zu Beginn des Spiels stehen dem Spieler ein Grundkapital, eine geringe Menge Rohstoffe (Holz, Werkzeuge und Nahrungsmittel) sowie ein Segelschiff zur Verfügung. Mit dem Schiff kann er durch die Inselwelt navigieren und die ihm für eine Besiedlung am geeignetsten erscheinende Insel ansteuern und besiedeln.
Im Endlosmodus ist die Inselwelt von einigen Dörfern mit „Ureinwohnern“ besiedelt und je nach eingestellter Schwierigkeitsstufe greifen Piraten den Spieler an, entstehen Brände, vernichten Dürreperioden die Ernte oder rafft die Pest die Menschen dahin. Je nach Geschick des Spielers entwickeln sich die Bewohner seiner Siedlungen von Pionieren über Siedler, Bürger, Kaufleute und letztlich zu Aristokraten.
Je nach erreichter Entwicklungsstufe fordern die Einwohner der Städte zusätzlich zu den Waren des Grundbedarfes verschiedene Luxusgüter wie Stoff, Alkohol, Tabak, Gewürze, Kakao, Kleidung und Schmuck. Gleichzeitig ist es zum Erreichen der nächsten Entwicklungsstufe erforderlich, bestimmte, teilweise sehr kostenintensive, Bauwerke wie Wirtshäuser, Schulen, Kirchen, Badehäuser, Arztpraxen, Hochschulen und Theater zu errichten. Im Gegenzug kann der Spieler umso mehr Steuern einfordern, je weiter die Entwicklung der Einwohner vorangeschritten und je zufriedener die Bevölkerung ist. Zusätzlich kann der Spieler eine Kathedrale, ein Schloss und, sobald man einen Gegner besiegt hat, einen Triumphbogen bauen.
Im Spiel werden komplexe ökonomische Zusammenhänge vermittelt. So muss der Spieler ständig folgende Punkte beobachten:
- Stand des Guthabens (Steuereinnahmen, Erlöse aus Handel, Betriebskosten der eigenen Produktionsanlagen)
- Zufriedenheit der Bevölkerung (Versorgung mit den benötigten Bedarfs- und Luxusgütern)
- Entwicklung der Bevölkerungszahl (Versorgung mit Baumaterial, Nahrungsmitteln, Steuerbelastung)

Mit Computergegnern oder Online-Gegnern kann Handel und Diplomatie betrieben, aber auch Krieg geführt werden. Die Kriegskomponente im Spiel ist allerdings nicht sehr umfangreich und so detailliert wie der Rest des Spiels, oder gar wie bei Strategiespielen. Dies war jedoch vom Hersteller so gewollt, da das Spiel hauptsächlich auf Handel und Diplomatie beruhen sollte.

## Erweiterungen
- Anno 1602 – Neue Inseln, Neue Abenteuer: Erweiterung mit Karteneditor (Veröffentlichung: 12. November 1998)
- Anno 1602 – Im Namen des Königs: Erweiterung (Veröffentlichung: 30. November 1998)
- Handelskrieg: Das große Abenteuerpaket zu Anno 1602: Inoffizielle Erweiterung durch Data Becker (Veröffentlichung: 1998)[1]

Die deutsche Pop-Gruppe Die Prinzen lieh in der Erweiterung Neue Inseln, Neue Abenteuer in einem eigenen Szenario den Bewohnern ihre Stimmen. Auch die Symbole der Einwohnerstufen (Pioniere, Siedler etc.) wurden durch die Porträts der Bandmitglieder ausgetauscht. Im Installationsverzeichnis der Audiodateien sind auch Outtakes bzw. Alternativvertonungen zu finden, die man im Spiel nicht hört. Das Lied Meine Welt, das die Prinzen auf ihrem Album So viel Spaß für wenig Geld (1999) veröffentlichten, ist von Anno 1602 inspiriert.

## Rezeption
Der Ausbau einer florierenden Wirtschaft über stundenlange Arbeit sei enorm fesselnd und befriedigend. Die Wirtschaftskreisläufe seien ausgeklügelt. Die Benutzeroberfläche sei dabei teils umständlich und enthalte teils überflüssige Funktionen. Die geschickt funktionierenden Spielkonzepte ergäben ein stimmungsvolles Ganzes. Aufbau und Expansion sowie kriegerische Handlung erfordern minutiöse Planung, wobei der Fokus eindeutig nicht auf dem Kampf liege. Das Spiel erinnere an die Reihe Die Siedler und enthalte auch Elemente von Pirates!. Die Kombination eines filigranen Wirtschaftssystems mit Echtzeitstrategie sei jedoch ein Novum. Grafik und Ton sei auf dem Stand der Zeit. Es benötige lange Spielzeiten. Es sei wunderschön anzuschauen, wobei die Musik eher störe. Es fehlen auch Ereignisse oder eine Hintergrundgeschichte, wie sie etwa in Colonization oder Conquest of the New World zu finden seien. Zudem werde der Spieler kaum bewertet. Das Spiel sei wenig hektisch und weise einen hohen Wuselfaktor auf. Trotz aller Mängel sei es ein gutes Spiel. Insbesondere der Mehrspielermodus motiviere lange. Es seien auch Elemente von Sim City, Civilization und Age of Empires erkennbar. Nachdem die wesentlichen Ressourcenkreisläufe gemeistert sind, lasse die Begeisterung etwas nach. Es sei eines der besten Spiele, die jemals im deutschsprachigen Raum entwickelt wurden.
Das Spiel war ein kommerzieller Erfolg.
Sunflowers erhielt den VUD Award in Platin für über 200.000 abgesetzte Kopien im deutschsprachigen Raum. Darauf folgte als erstes Computerspiel der Doppel-Platin-Status. Das Spiel wurde bis zum Januar 2002 über 2 Millionen Mal verkauft und gilt damit als Longseller. In Deutschland wurden insgesamt 1,7 Millionen Kopien abgesetzt, weltweit 800.000 weitere. 25 % der Käufer waren weiblich. Selbst 4 Jahre nach Veröffentlichung dominierte Anno 1602 die Verkaufscharts in Deutschland. Es gilt als das erfolgreichste deutsche Spiel seinerzeit.
Noch Jahrzehnte später hat das Spiel eine Fangemeinde. Anno 2018 ist eine geplante Reimplementierung in JavaScript. Mit Unknown Horizons (vormals OpenAnno) existiert ein freier Klon. Der Spiegel rezensierte in einer Retrospektive, dass die zweidimensionale Grafik gut gealtert sei.